# 其米德·赛汗比勒格
其米德·赛汗比勒格（1969年2月17日—），蒙古族，蒙古国东方省人，蒙古国政治家。

## 生平
赛汗比勒格1969年生于东方省。在乌兰巴托上完中学后，他来到莫斯科，于1991年毕业于青年学院的历史专业。1993年至1995年，在蒙古国立大学法学院学习。自1991年起，赛汗比勒格在蒙古青年联盟工作，直到1996年当选国家大呼拉尔委员。其间，在末期，赛汗比勒格已成为蒙古青年联盟乌兰巴托委员会的书记及主席。1997年起，他担任蒙古青年联盟主席。
从1996年到2000年，他是国家大呼拉尔委员，也是该时期最年轻的国家大呼拉尔委员。他还是蒙古民族民主党党员。1998年，他成为额勒贝格道尔吉内阁部长。在2000年的大选前一周，他在乌兰巴托苏赫巴托尔区的第75选区退出了选举，转而支持巴特额尔登·巴特巴亚尔。2012年8月，他被任命为阿勒坦呼亚格内阁的部长、政府办公厅主任。
他会俄语和英语。
2014年11月21日起接任蒙古總理。民主黨於2016年蒙古國會選舉大敗後，由扎爾格勒圖勒嘎·額爾登巴特接任總理。